# Ванская область
Ванская область — административно-территориальная единица в составе временного военного генерал-губернаторства Российской империи (в 1916—1918 годах) в занятой русскими войсками части Западной Армении. Административный центр — город Ван. После вывода русских войск из Закавказья, была оккупирована Турцией в апреле 1918 года, а армянское население вырезано.

## Физико-географическая характеристика
Ванская область занимала площадь 21 000 км², омывалась водами озера Ван. Климат горный, субтропический. Средние температуры составляют в июле +22,5 °C, в январе −3,5 °C. Среднегодовое количество осадков в бассейне озера Ван колеблется от 400 до 700 мм. Благодаря смягчённому озером климату и искусственному орошению в прибрежных областях, несмотря на высоту 1700 м над уровнем моря, в окрестностях озера Ван произрастают и хорошо плодоносят растения, растущие в средиземноморском климате: оливковое дерево, яблони, персики, гранаты и другие садовые культуры.

## Население

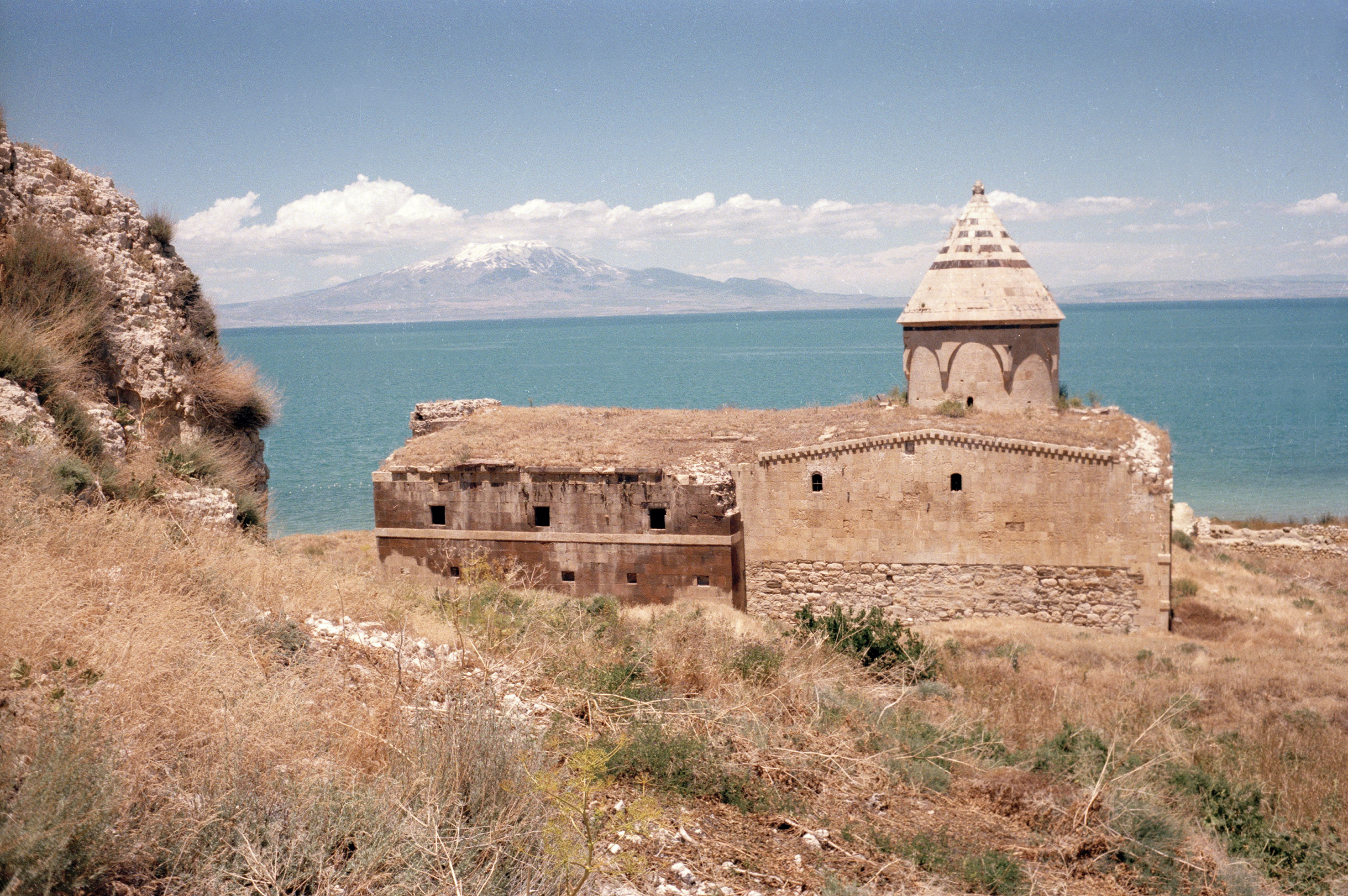
Руины древнего армянского монастыря Ктуц (XV в.) на одном из островов озера Ван

В 1880 году в Ванском вилайете насчитывалось 315 105 человек, из которых 239 480 армян (76 %).
В результате «гамидовской резни» в 1894-96 годах, численность армян в области резко сократилась.
По данным Константинопольского патриархата, в 1912 году национальный состав Ванского вилайета был следующим:
| Армяне    | 185 000 | 52.3 % |
| Курды     | 97 000  | 27,7 % |
| Турки     | 47 000  | 13,4 % |
| Ассирийцы | 18 000  | 5,1 %  |
| Цыгане    | 3 000   | 0,9 %  |
| Все       | 350 000 | 100 %  |

## Религия

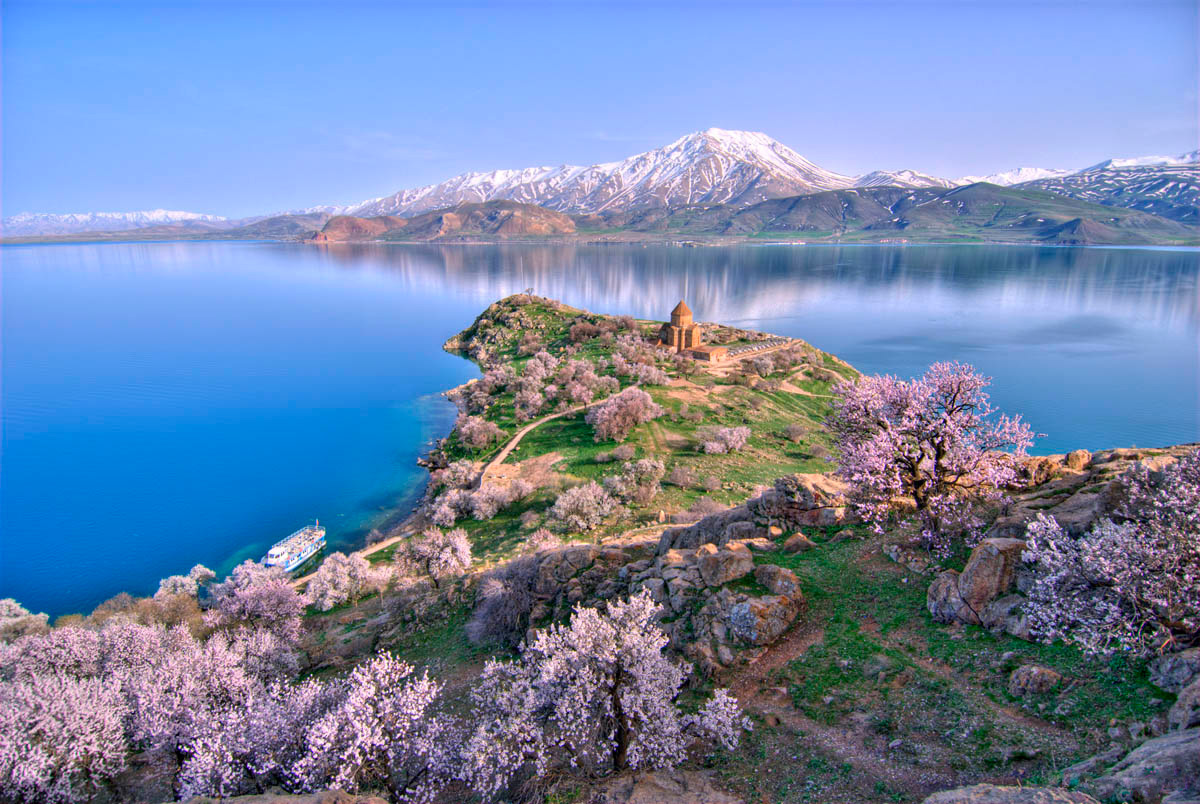
Ванский католикосат Армянской Апостольской церкви. Церковь.Святого Креста, X век

Религиозный состав области, накануне Первой мировой войны
| Христиане  | 206 000 | 58.9 % |
| Мусульмане | 144 000 | 41.1 % |

По данным Константинопольского патриархата, в 1880 году, христиане составляли более 80 % населения области, а к 1912 году, вследствие гамидовской резни, их число сократилось до 58,9 % .
В области насчитывалось 450 армянских деревень, в которых числилось 537 церквей и монастырей. На острове Ахтамар, находилась резиденция Ванского католикосата Армянской Апостольской церкви.

## История

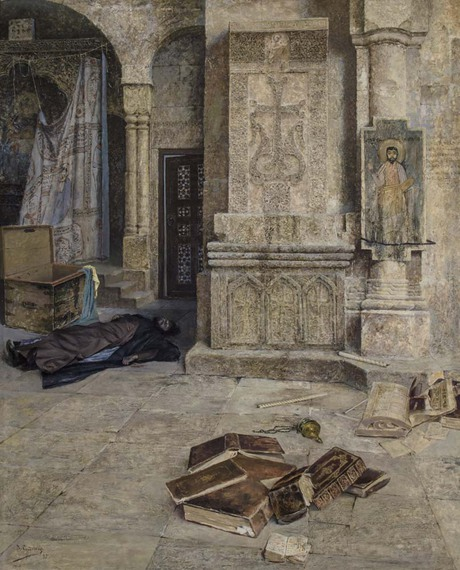
«Попранная святыня». 1895 год. Картина рассказывающая об ужасах Гамидовской резни

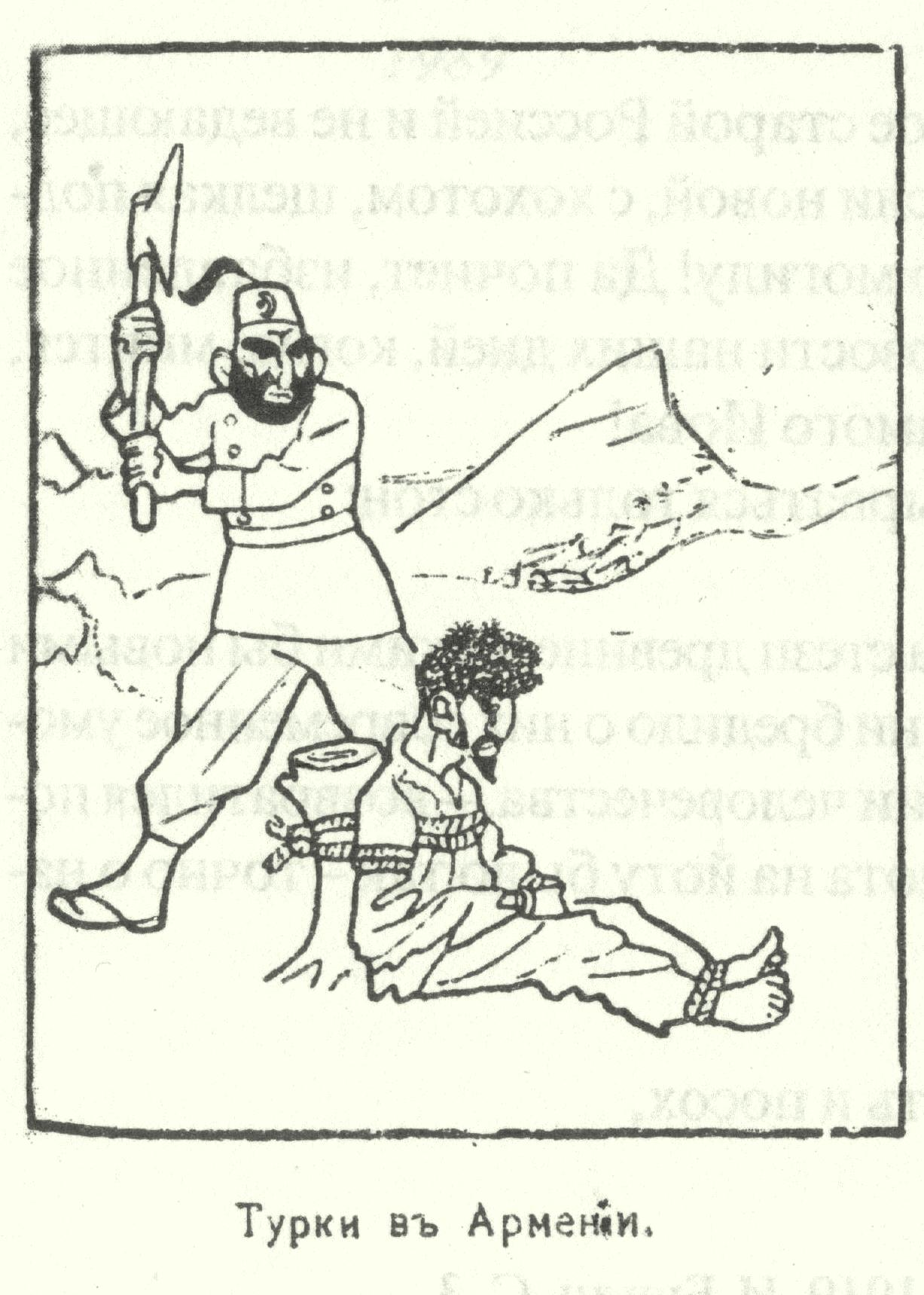
Турки в Армении. Русский рисунок, октябрь 1917

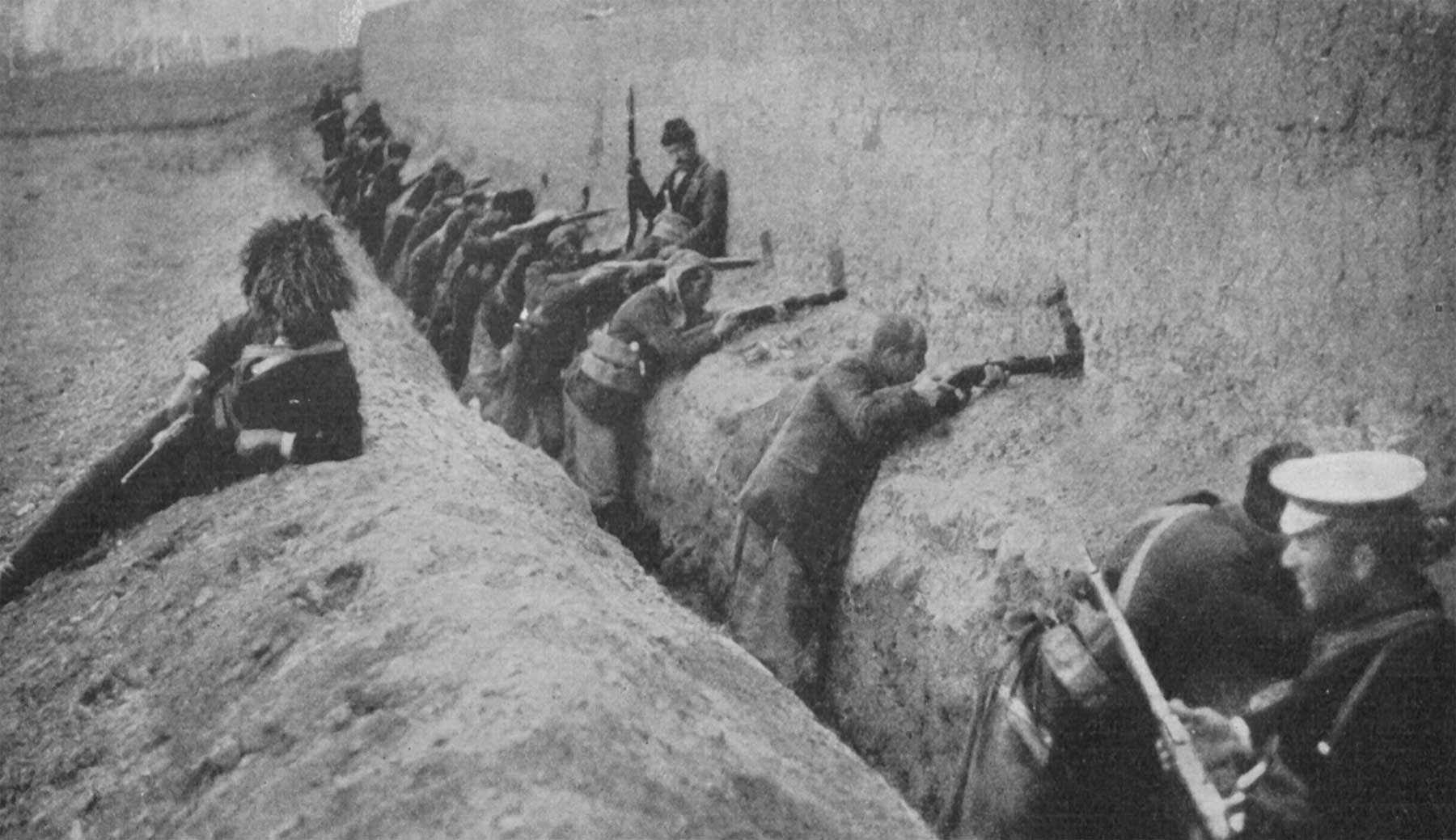
Армяне, оборонявшие Ван до прихода Русской императорской армии

### События Первой мировой войны
С началом Первой мировом войны 1914—1918 годов в Ванском вилайете была организована очередная массовая резня армянского населения, масштабы которого даже превзошли чистки 1894-96 годов. Потерпевшие поражение на Кавказском фронте и отступавшие турецкие войска, к которым присоединились вооруженные курдские банды, под предлогом «неверности» армян и их симпатий к русским безжалостно вырезали армян, грабили их имущество, разоряли армянские населенные пункты. В ряде уездов Ванского вилайета (Шатах, Айоц дзор, Аочеш, Тимар, Алджаваз и других) армяне прибегали к самообороне, вели упорные бои против погромщиков. Наиболее значительной стала Ванская самооборона, продолжавшаяся около месяца..
В частности, на подавление восстания в городе Ван была направлена турецкая дивизия, блокировавшая город. Оборону города возглавил Арам Манукян, под руководством которого восставшие продержались до подхода русских войск.
Для противостояния политике истребления и при участии армянской интеллигенции, в ряде мест армяне организовали успешную самооборону, оказав туркам организованное вооружённое сопротивление. В частности, на подавление самообороны в городе Ван, длившейся с 20 апреля по 19 мая, была направлена турецкая дивизия, блокировавшая город.
Из военных мемуаров генерала Масловского Е. В.:

31 марта — 1 апреля началось армянское восстание в Ване. Армяне разбили и изгнали из Вана, бывшие там, небольшие жандармские части. Турки направили к Вану 5-ю Сводную дивизию Кязим-бея, которая осадила армян, засевших в городе и цитадели. Около середины апреля, по получении сведений о событиях в Ване, командующий армией усиливает 4-й Кавказский корпус 2-й Забайкальской каз. бригадой генерала Трухина, бывшей в армейском резерве, и приказывает направить необходимые части к Вану для содействия армянам и освобождения их. Тотчас же по прибытии этой бригады в Баязетскую долину она вместе с одним пограничным батальоном была направлена к Вану. Вскоре туда же командир 4-го Кавказского корпуса направил и Закаспийскую каз. бригаду ген. Николаева.
Чтобы помочь восставшим, 4-й Кавказский армейский корпус русской армии перешёл в наступление.
Турки отступили, русской армией были захвачены важные населённые пункты. Русские войска очистили от турок обширную территорию, продвинувшись на 100 км. Боевые действия в этом районе вошли в историю под именем Ванской самообороны. Приход русских к 19 мая войск спас от неминуемой гибели тысячи армян, которые после временного отхода русских войск 31 июля перебрались в Восточную Армению.
В июле русские войска отразили наступление турецких войск в районе озера Ван.
Из книги кандидата технических наук Шамбарова В. Е.:

Кроме Вана, возникло ещё несколько очагов сопротивления — восстал городок Шатах, а в Джанике собралось 8 тыс. беженцев из уничтоженных деревень, и тоже решили обороняться. Арам Манукян направил связных через фронт, к русскому командованию. Сообщалось, что Ван осажден, что около 100 армянских сел в окрестностях вырезаны. Восставшие обращались с отчаянной просьбой прийти на помощь. И Юденич, до которого дошло это послание, откликнулся сразу же. Усилил корпус Огановского из своего резерва 2-й Забайкальской бригадой ген. Трухина и приказал без промедления нанести удар на Ван.

Но следы резни встречались теперь повсюду. «Армянские дружины легко отбили курдов, и к вечеру отряд, пройдя ущелье, расположился в селе Бегри-кала. Рядом армянское село с православной церковью, где навалены трупы женщин и детей… Картина страшная». По селениям Ванского и Эрзерумского вилайетов истребление армян шло вовсю. Так, из уездного центра Хнуса и 25 окружающих его сел сумели спастись всего 128 чел. Из Неркин Буланыха и 11 прилегающих сел уцелели 21 чел. Из Верин Буланыха и 15 сел — 423 чел. Из г. Ахлата, где проживало 2150 семей уцелело 248 чел. Восставшие города все ещё отбивались. По Вану Джевдет-бей выпустил 10 тыс. снарядов. От этих бомбардировок погибло около 100 чел. — в основном, мирных граждан. Но все разрушения, сделанные в укреплениях днем, за ночь исправлялись. Сражались все жители, даже женщины и дети. Выносили раненых, рыли окопы, подтаскивали камни для брустверов, занимали места выбывших из строя мужчин.
После освобождения города Арам Манукян (вдохновитель и предводитель восстания) направил телеграмму Николаю II:

«В день рождения Вашего Величества, совпадающий с днем вступления Ваших войск в столицу Армении, желая величия и победы России, мы, представители Армении, просим принять и нас под Ваше покровительство. И пусть в роскошном и многообразном букете цветов великой Российской империи маленькой благоухающей фиалкой будет жить автономная Армения»

В результате битвы при Манцикерте туркам удалось несколько продвинуться вперёд, и русские войска были вынуждены оставить Ван. Арам Манукян и Сампсон Арутюнян организовали эвакуацию беженцев в Вагаршапат.

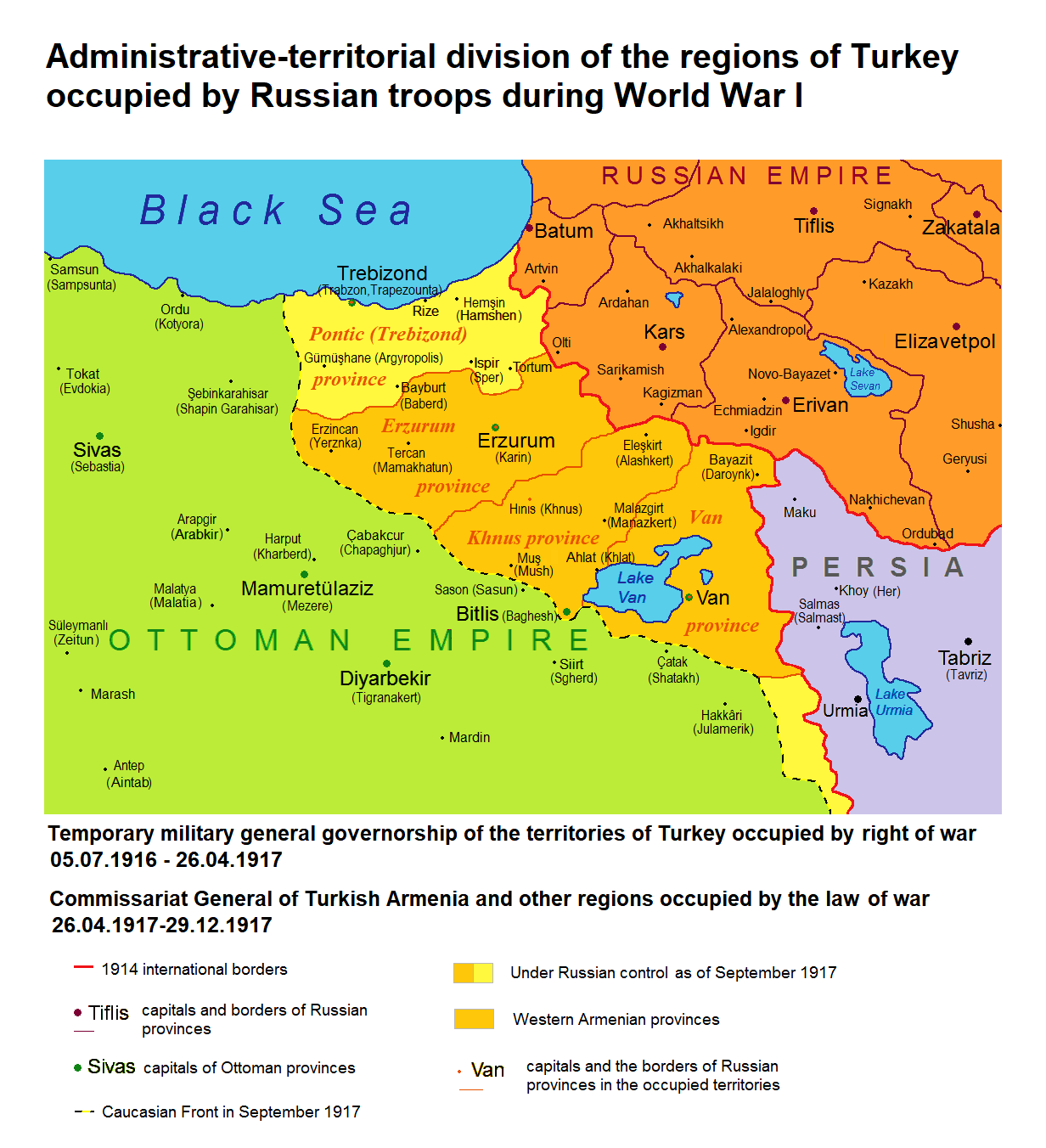
Ванская область в административно-территориальном делении регионов Турции оккупированных русским войсками во время Первой мировой войны 1916-1917

### Образование Ванской области

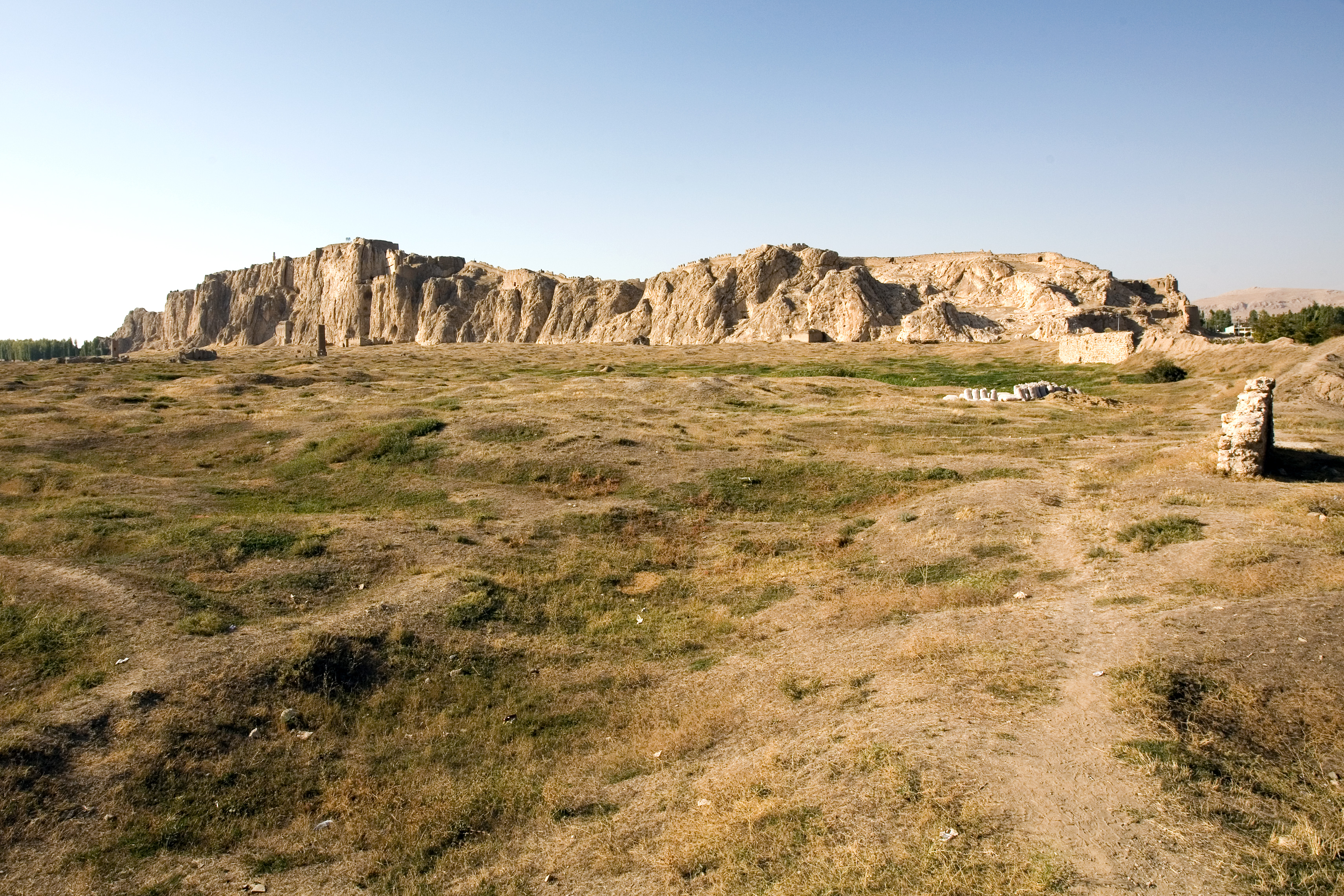
Территория, на которой со времен эпохи Урарту располагался богатый город Ван, на фоне Ванской скалы. До геноцида армян в 1915 году, здесь были густонаселенные армянами кварталы, уничтоженные до основания турками и курдами в 1915 году

Зимой 1915 года турецким войскам пришлось отступить, и Арам Манукян вернулся в Ван, возглавив местное правительство. Он принял строгие меры против грабежей и сумел вновь запустить некоторые мельницы и пекарни, что позволило обеспечить население хлебом. В Ван начали возвращаться те, кто бежал в район Эривани.
Местным правительством были организованы общественные фермы, на которых стало работать до 40 % взрослого мужского населения Вана. Началось производство оружия и боеприпасов. Местное правительство попыталось ввести налоги, но население их проигнорировало.
5 июля 1916 года Николай II утвердил «Временное положение по управлению территориями Турции, занятыми по праву войны». Оно предусматривало создание временного военного генерал-губернаторства, которое разделялось на четыре области: Ванскую, Хнусскую, Эрзрумскую и Понтийскую. Они, в свою очередь, разделялись на 29 округов. Как правило, главами округов и областей назначались русские генералы, полковники и другие офицеры. В городах и районах предусматривалось создать департаменты полиции первого, второго и третьего рангов. Армянским представителям высшие посты не доверялись, их назначали на второстепенные должности.
В 1917 году в Ванскую область вернулось порядка 150 тысяч армянских беженцев, которые стали строить дома и начали обрабатывать землю, рассчитывая осенью 1917 года собрать урожай. Армен Гаро и другие армянские политики начали вести кампанию за перевод армянских воинских частей с германского фронта на Кавказ.
Временное правительство ликвидировало Кавказское наместничество и учредило для управления Закавказьем Особый Закавказский Комитет. Комитет назначил армянского губернатора и создал органы власти из армян.

### Цели России
Целями Российской империи в отношении Турции (на реализацию которых дали официальное согласие основные союзники России — Франция и Великобритания) было установление контроля над проливами Босфор и Дарданеллы, а во-вторых, включение в свой состав северо-восточных районов Османской империи вплоть до Синопа с последующим административным их объединением с армянскими землями, уже находящимися в составе России, и с созданием на этих территориях автономного армянского государства в составе России.

### Оккупация турками Ванской области. Апрель 1918 года
В апреле 1918 года турецкая армия, воспользовавшись отводом русской армии, оккупировала Западную Армению. Армянские части из района Вана были вынуждены уйти на территорию Ирана, однако севернее, в результате Сардарапатского сражения, армянам удалось остановить турецкое наступление, и в мае 1918 года была провозглашена Республика Армения на северо-восточной окраине Исторической Армении.
Всё армянское (ок. 150 000 человек), а также же ассирийское (20 000) и езидское (25 000) население Васпуракана (остававшееся тут к 1918 году), ушло из провинции вместе с армянскими военными частями. Беженцы поначалу разместились в лагерях для беженцев близ Эривани, откуда позже рассеялись по всему Кавказу. Часть уехала за границу.